# Lista de vitórias da África do Sul na Fórmula 1
Relacionamos a seguir as vitórias obtidas pela África do Sul no mundial de Fórmula 1 num total de dez até o campeonato de 2025.

## Resumo

### Vitórias e ausência prolongada
Tony Maggs foi o primeiro sul-africano a alcançar a Fórmula 1 ao disputar a prova da Grã-Bretanha em Aintree em 1961 e foi ele quem marcou os primeiros resultados do país, inclusive um festejado terceiro lugar no Grande Prêmio da África do Sul de 1962 sendo antecessor dos irmãos Ian Scheckter e Jody Scheckter, este último agraciado com dez vitórias no circuito e um título mundial em 1979, o último da equipe italiana até que a espera fosse compensada pela ação de Michael Schumacher. A aposentadoria do único campeão vindo do continente africano após o Grande Prêmio dos EUA de 1980 em Watkins Glen, deixou a categoria máxima do automobilismo sem representantes daquela região do planeta.

### Desempenho em casa
Jody Scheckter venceu o Grande Prêmio da África do Sul de 1975 em Kyalami.

## Vitórias sul-africanas por ano
Em contagem atualizada até 2024, a África do Sul está há quarenta e três cinco sem vencer na Fórmula 1, perfazendo 799 corridas.
- Ano de 1974

| Grande Prêmio | Circuito     | Data da corrida | Vencedor       | Carro   | Motor | Referências |
| ------------- | ------------ | --------------- | -------------- | ------- | ----- | ----------- |
| Suécia        | Anderstorp   | 9 de junho      | Jody Scheckter | Tyrrell | Ford  | [ 8 ]       |
| Grã-Bretanha  | Brands Hatch | 20 de julho     | Jody Scheckter | Tyrrell | Ford  | [ 9 ]       |

- Ano de 1975

| Grande Prêmio | Circuito | Data da corrida | Vencedor       | Carro   | Motor | Referências |
| ------------- | -------- | --------------- | -------------- | ------- | ----- | ----------- |
| África do Sul | Kyalami  | 1º de março     | Jody Scheckter | Tyrrell | Ford  | [ 6 ]       |

- Ano de 1976

| Grande Prêmio | Circuito   | Data da corrida | Vencedor       | Carro   | Motor | Referências |
| ------------- | ---------- | --------------- | -------------- | ------- | ----- | ----------- |
| Suécia        | Anderstorp | 13 de junho     | Jody Scheckter | Tyrrell | Ford  | [ 10 ]      |

- Ano de 1977

| Grande Prêmio | Circuito     | Data da corrida | Vencedor       | Carro | Motor | Referências  |
| ------------- | ------------ | --------------- | -------------- | ----- | ----- | ------------ |
| Argentina     | Buenos Aires | 9 de janeiro    | Jody Scheckter | Wolf  | Ford  | [ 9 ] [ 11 ] |
| Mônaco        | Montecarlo   | 22 de maio      | Jody Scheckter | Wolf  | Ford  | [ 9 ] [ 12 ] |
| Canadá        | Mosport Park | 9 de outubro    | Jody Scheckter | Wolf  | Ford  | [ 13 ]       |

- Ano de 1979

| Grande Prêmio | Circuito   | Data da corrida | Vencedor       | Carro   | Motor   | Referências  |
| ------------- | ---------- | --------------- | -------------- | ------- | ------- | ------------ |
| Bélgica       | Zolder     | 13 de maio      | Jody Scheckter | Ferrari | Ferrari | [ 14 ]       |
| Mônaco        | Montecarlo | 27 de maio      | Jody Scheckter | Ferrari | Ferrari | [ 15 ]       |
| Itália        | Monza      | 9 de setembro   | Jody Scheckter | Ferrari | Ferrari | [ 16 ] [ 3 ] |

## Vitórias por equipe
- Tyrrell: 4
- Ferrari: 3
- Wolf: 3